# Karny obóz pracy w Treblince
Karny obóz pracy w Treblince (oficjalnie Der SS- und Polizeiführer im Distrikt Warschau Arbeitslager Treblinka, zwyczajowo Treblinka I) – niemiecki nazistowski obóz pracy funkcjonujący od września 1941 roku do 23 lipca 1944 roku na terenie gminy Kosów w powiecie sokołowskim, przy linii kolejowej Siedlce – Sokołów Podlaski – Małkinia, nieopodal wsi i stacji kolejowej Treblinka, od których pochodzi jego nazwa.
Do obozu zsyłano przede wszystkim mężczyzn i kobiety obwinionych o przestępstwa o charakterze gospodarczym i kryminalnym, a także ofiary obław i łapanek. Początkowo wśród więźniów przeważali Polacy z terenów dystryktu warszawskiego, z czasem wzrosła liczba więźniów żydowskich. Osadzeni pracowali przede wszystkim w sąsiadującej z obozem żwirowni. Ogółem przez obóz przeszło około 20 tys. osób, z czego około 10 tys. zmarło lub zostało zamordowanych.

## Geneza

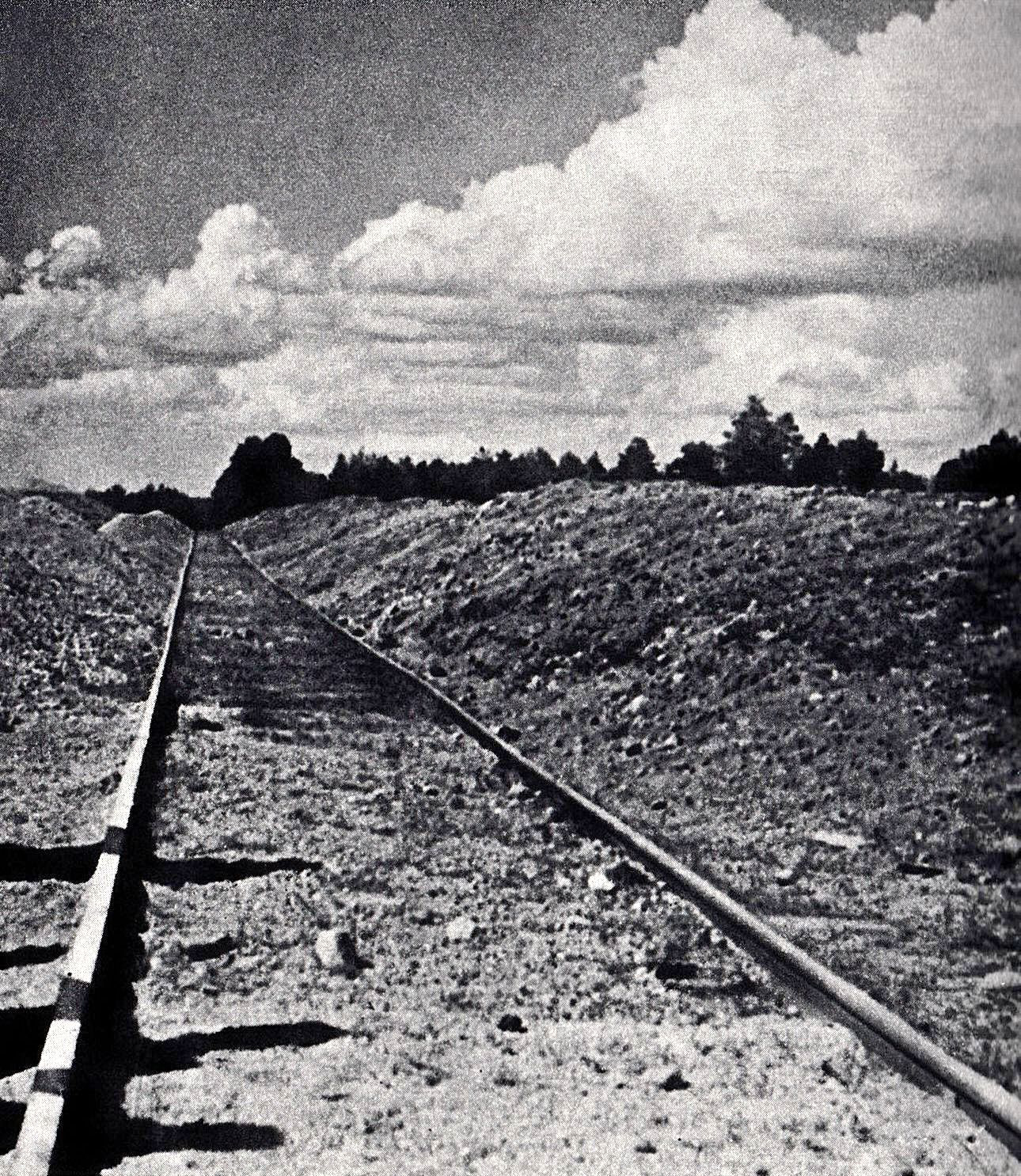
Bocznica łącząca żwirownię ze stacją kolejową Treblinka

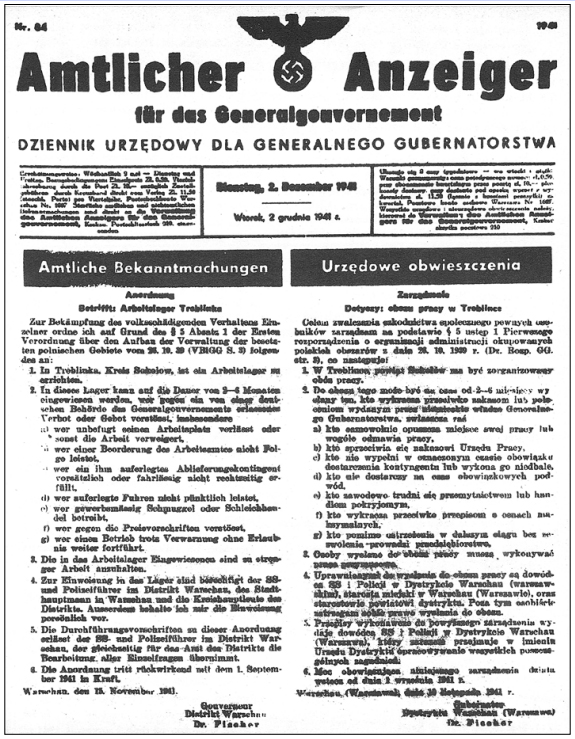
Obwieszczenie w „Dzienniku Urzędowym dla Generalnego Gubernatorstwa” o utworzeniu obozu pracy w Treblince (2 grudnia 1941)

W okresie międzywojennym na terenie gminy Kosów Lacki w powiecie sokołowskim, wewnątrz trójkąta, którego wierzchołki wyznaczały wsie: Maliszewa, Poniatowo i Wólka Okrąglik, uruchomiono żwirownię należącą do spółki „Lubelskie Kopalnie Granitu i Żwiru”. Specjalnie doprowadzona bocznica łączyła żwirownię z odległą o sześć kilometrów stacją kolejową Treblinka, położoną na linii Siedlce – Sokołów Podlaski – Małkinia.
Po rozpoczęciu niemieckiej okupacji z powiatów sokołowskiego i węgrowskiego utworzono jeden powiat sokołowsko-węgrowski z siedzibą w Sokołowie Podlaskim. Znalazł się on w granicach dystryktu warszawskiego Generalnego Gubernatorstwa. Na przełomie 1940/41 roku, w związku z rozbudową infrastruktury prowadzoną na potrzeby planowanej inwazji na ZSRR, władze okupacyjne zainteresowały się eksploatacją żwirowni. Z inicjatywy starosty Ernsta Gramssa powołano spółkę betoniarską, która miała prowadzić produkcję na bazie wydobywanego tam surowca. Przedsiębiorstwo cierpiało jednak na brak odpowiedniej liczby robotników; po wybuchu wojny niemiecko-sowieckiej musiano nawet przejściowo przerwać wydobycie żwiru. Chcąc zapewnić żwirowni odpowiedni kontyngent darmowej siły roboczej, Gramss wysunął pomysł utworzenia w pobliżu obozu pracy przymusowej.
Obóz powstał późnym latem 1941 roku; Franciszek Ząbecki podaje, że nastąpiło to we wrześniu. Początkowo podlegał lokalnym władzom administracyjnym i zajmował zabudowania gospodarcze żwirowni. W tym okresie liczba osadzonych nie przekraczała kilkudziesięciu osób. Pod nadzorem Niemców więźniowie rozbudowali obóz, wykorzystując w tym celu materiały pozostawione przez jednostki Wehrmachtu, które kwaterowały na terenie powiatu przed rozpoczęciem inwazji na ZSRR. Utworzenie obozu oficjalnie usankcjonowano zarządzeniem gubernatora dystryktu warszawskiego Ludwiga Fischera z 15 listopada 1941 roku (obowiązującym z mocą wsteczną od 1 września 1941 roku). Ewenementem na tle historii innych niemieckich obozów było powiadomienie polskiej opinii publicznej o fakcie jego utworzenia. Uczyniono to wkrótce po wydaniu zarządzenia Fischera, za pośrednictwem plakatów i „gadzinowej” prasy warszawskiej.

### Nazwa
Obóz przyjął nazwę od pobliskich wsi i stacji kolejowej Treblinka. Początkowo jego oficjalna nazwa brzmiała Arbeitserziehungslager („wychowawczy obóz pracy”), później figurował w oficjalnych niemieckich dokumentach jako Der SS- und Polizeiführer im Distrikt Warschau Arbeitslager Treblinka. W polskiej historiografii stosowana jest zazwyczaj nazwa „karny obóz pracy w Treblince”. Aby odróżnić go od utworzonego w pobliżu obozu zagłady, który funkcjonował w okresie od lipca 1942 roku do listopada 1943 roku, obóz pracy bywa także określany mianem „Treblinka I”.

## Topografia obozu

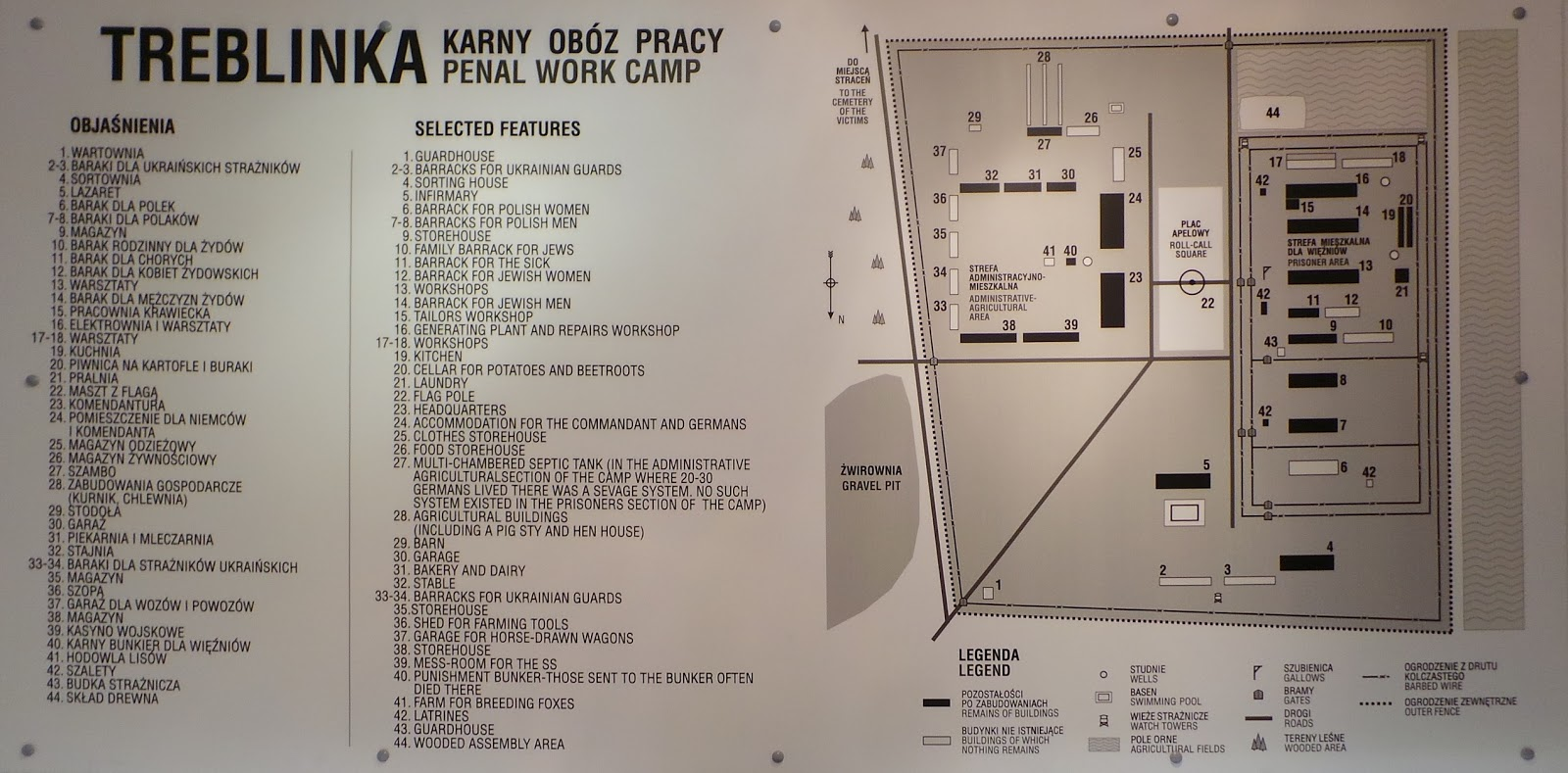
Plan obozu. Muzeum Walki i Męczeństwa w Treblince

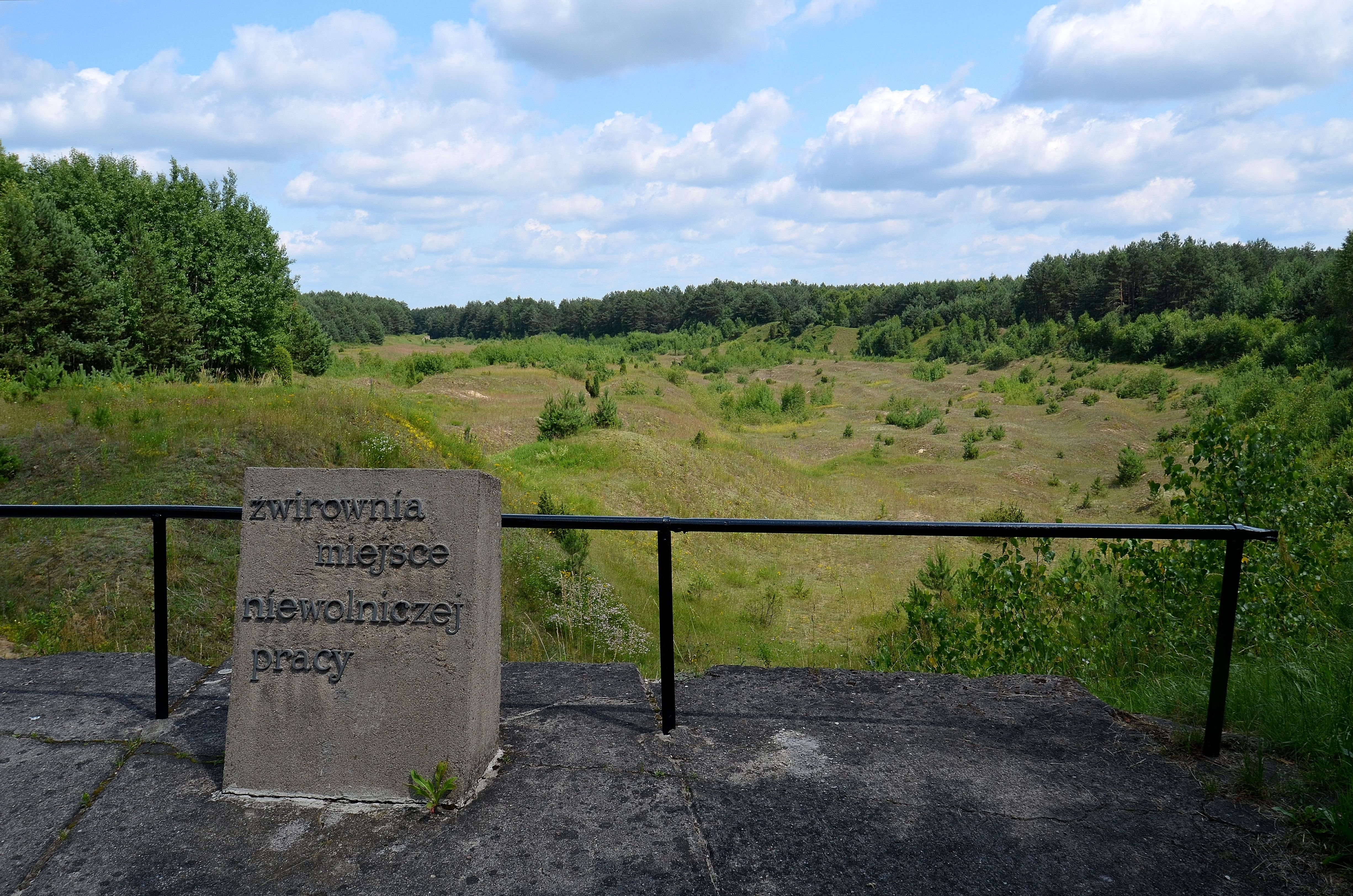
Żwirownia, w której pracowali więźniowie

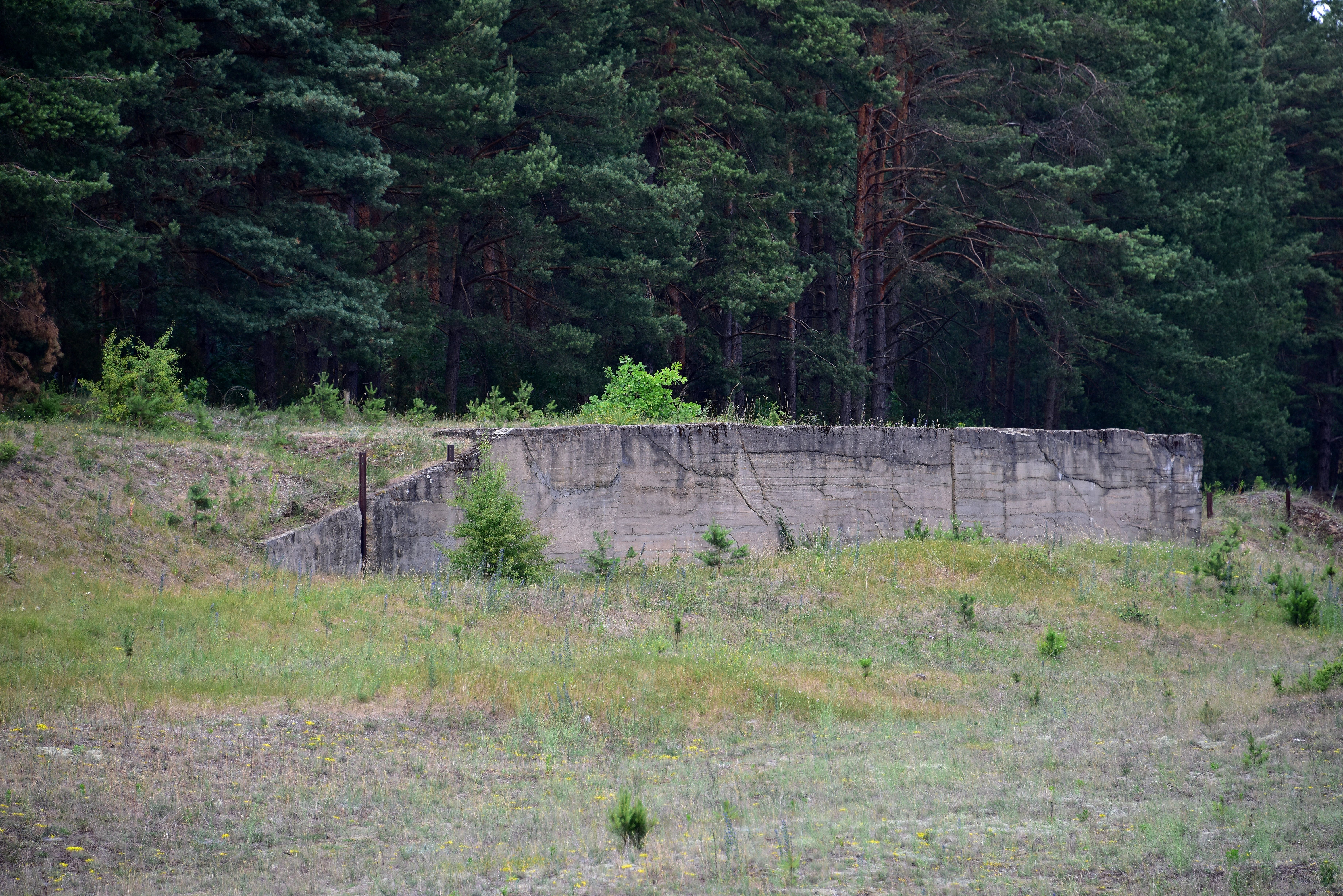
Pozostałości rampy kolejowej na terenie dawnej żwirowni

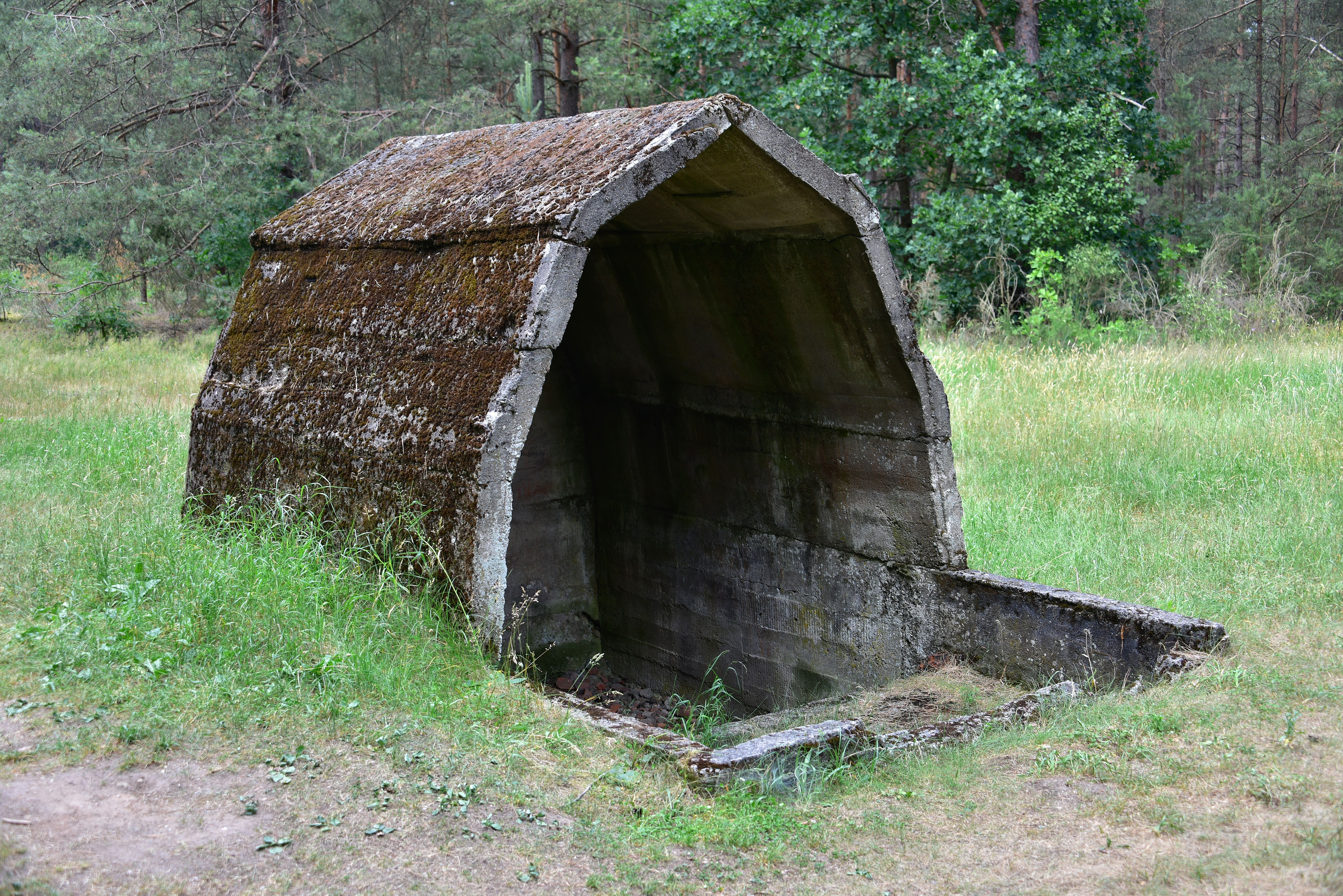
„Bunkier” na terenie żwirowni. Obiekt ten prawdopodobnie pełnił funkcje gospodarcze

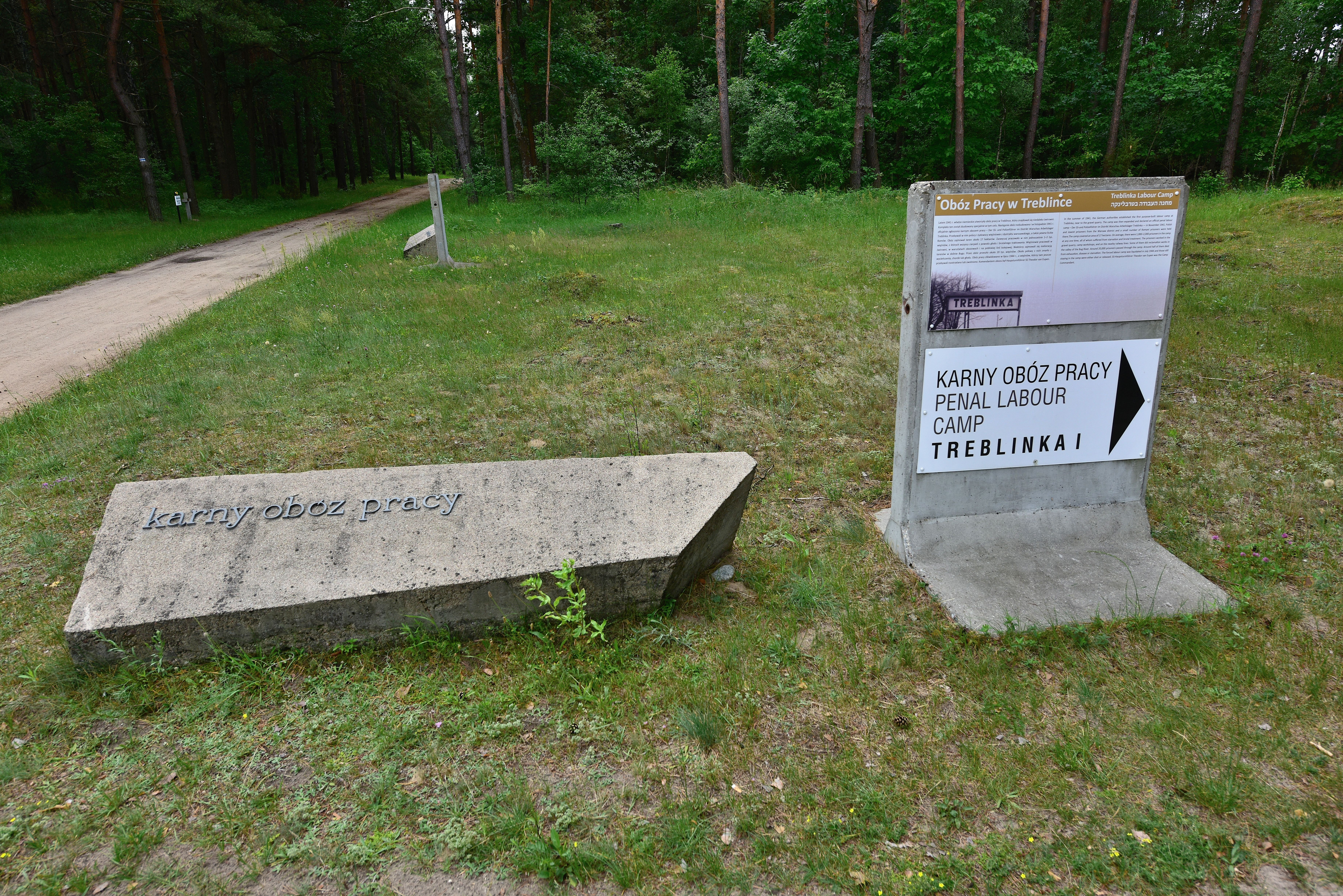
Oznaczenia przy drodze prowadzącej na teren dawnego obozu

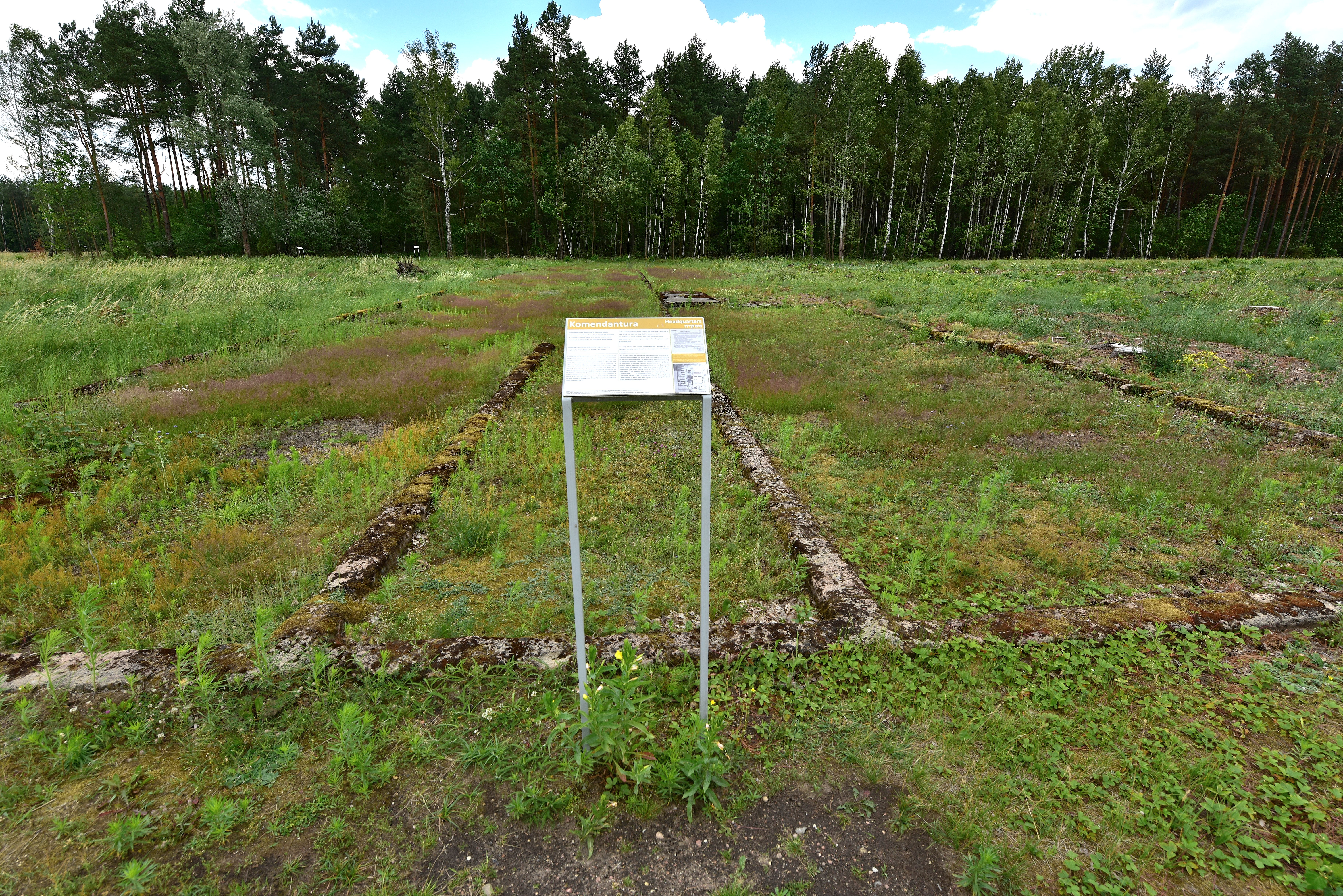
Miejsce, w którym znajdowała się komendantura

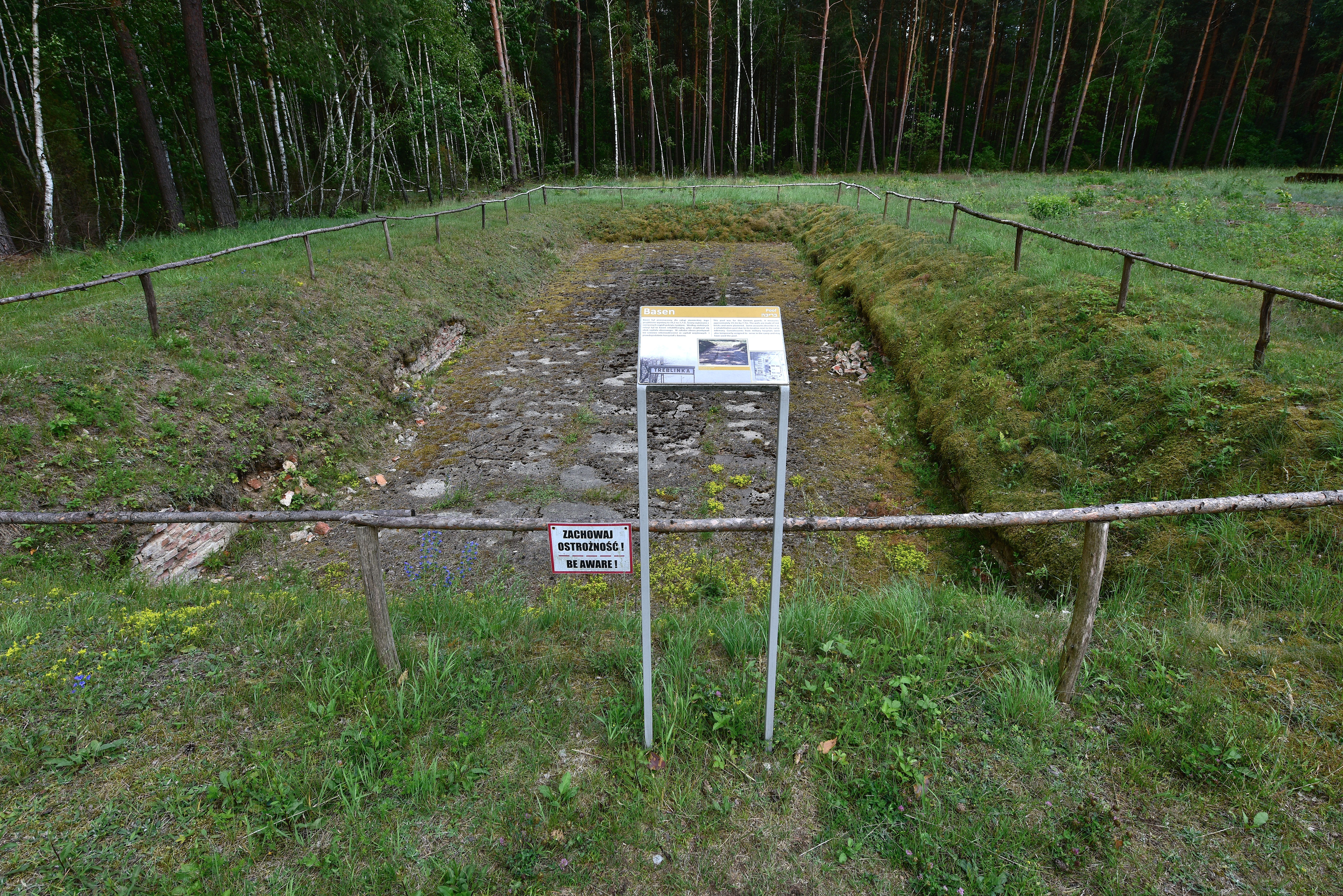
Basen dla załogi niemieckiej

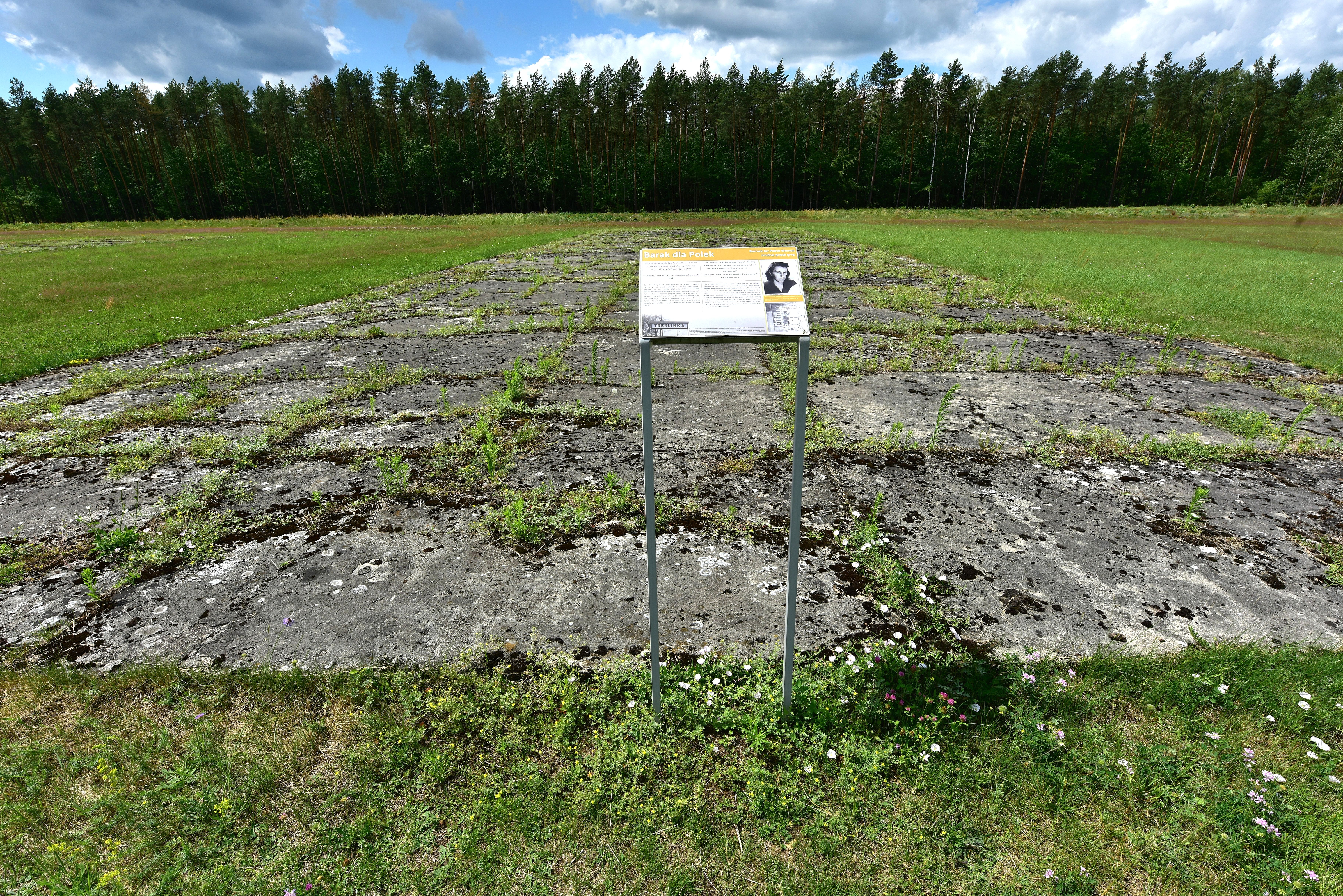
Pozostałości baraku dla więźniarek

Obóz miał kształt nieregularnego czworoboku o powierzchni 17 ha. Był podzielony na dwie strefy: więźniarską i administracyjno-gospodarczą. Otaczało go ponad dwumetrowe ogrodzenie z drutu kolczastego. Jesienią 1943 roku po zewnętrznej stronie ogrodzenia zainstalowano dodatkowo zwoje drutu kolczastego i zapory przeciwczołgowe, przeniesione z likwidowanego w tym czasie obozu zagłady Treblinka II. Brama główna znajdowała się w północno-wschodnim narożniku ogrodzenia, wisiał nad nią napis Arbeit macht frei. W najważniejszych punktach obozu wzniesiono wieżyczki strażnicze. Droga wiodąca z bramy głównej do komendantury i budynku załogi niemieckiej była brukowana, pozostałe drogi wewnątrz obozu były wysypane żwirem.
Strefa więźniarska znajdowała się w zachodniej części obozu i zajmowała ok. 25% jego powierzchni. Była ogrodzona podwójnym ogrodzeniem z drutu kolczastego. Dodatkowe ogrodzenia wzniesiono także wewnątrz strefy, oddzielając w ten sposób mężczyzn od kobiet oraz więźniów polskich od więźniów żydowskich. Dla osadzonych przeznaczono drewniane baraki mieszkalne o wymiarach 12,5 metra na 40 metrów. Ponadto na terenie strefy więźniarskiej znajdowały się: stolarnia, ślusarnia, pracownia krawiecka, pralnia, kuchnia, niewielka elektrownia z aparatem prądotwórczym oraz ogród warzywny, którego plony były przeznaczone dla członków załogi. Na południe od strefy rozciągał się tzw. Holzplatz, czyli plac, na którym wstępnie obrabiano drewno budowlane i rąbano drewno na opał. Na północ od strefy stał natomiast budynek sortowni.
Strefa administracyjno-gospodarcza obejmowała wschodnią i północną część obozu. Na jej terenie znajdowały się budynek komendantury oraz budynek załogi niemieckiej. Ten ostatni mieścił m.in. kwaterę komendanta. Nieopodal budynku załogi znajdował się podziemny bunkier, w którym torturowano więźniów oraz przetrzymywano ich na krótko przed egzekucją. W tej części obozu znajdowały się ponadto baraki wachmanów, garaże, magazyny, stajnia, chlewnia, kurnik, piekarnia, mleczarnia, masarnia i ferma lisów. Tuż za bramą główną stała wartownia. Strefa administracyjno-gospodarcza, w przeciwieństwie do strefy więźniarskiej, była całkowicie skanalizowana i zelektryfikowana. Zbudowano tam nawet dwa baseny – duży dla załogi niemieckiej i mniejszy dla komendanta.

## Personel
W skład obozowej załogi wchodziło kilkunastu niemieckich esesmanów oraz około 100 strażników (wachmanów).
Komendantem obozu był przez cały okres jego istnienia SS-Hauptsturmführer Theodor van Eupen. W cywilu był adwokatem prowadzącym praktykę zawodową w Berlinie. Świadkowie wspominali, że van Eupen osobiście nigdy nie bił więźniów, a wręcz zwracał się do nich w sposób bardzo uprzejmy. Niemniej z racji swej bezwzględności budził postrach zarówno wśród osadzonych, jak i wśród członków załogi, których za różne przewinienia wysyłał karnie na front wschodni. Funkcję zastępcy komendanta pełnił Karl Prefi, który był jednocześnie odpowiedzialny za część gospodarczą obozu.
Rozmaite stanowiska kierownicze na terenie obozu zajmowali ponadto:
- SS-Untersturmführer Lundecke – adiutant komendanta, kierownik obozowej kancelarii.
- SS-Untersturmführer Herbert Stumpe – dowódca warty. Więźniowie nadali mu przydomek „Śmiejąca się śmierć”.
- SS-Untersturmführer Franz Schwarz – nadzorował komando, które pracowało na stacji kolejowej w Małkini, przy robotach melioracyjnych nad brzegiem Bugu oraz przy kopaniu torfu. Przeprowadzał „selekcje” i często osobiście wykonywał wyroki śmierci. Przez więźniów nazywany był „Katem”.
- SS-Unterscharführer Hagen – był odpowiedzialny za sprawy gospodarcze obozu.
- SS-Unterscharführer Franz Leopold Lanz – kierownik warsztatów rzemieślniczych, odpowiadał także za szkolenie wachmanów.
- SS-Rottenführer Wilhelm Weishar – kierownik gospodarstwa rolnego, które znajdowało się w odległości około 0,5 km od obozu (tereny majątku Socha i Milewek). Podlegały mu także obozowa stajnia i zagrody dla zwierząt.
- Dingelmann – esesman odpowiedzialny za stan więźniów. Do jego obowiązków należało m.in. przeprowadzanie codziennych apeli.
- Hans Heinbuch – esesman odpowiedzialny za część żydowską obozu.

Wachmani rekrutowali się spośród tzw. Trawniki-Männer, czyli wschodnioeuropejskich kolaborantów, których przeszkolono w obozie SS w Trawnikach. W większości wypadków byli to sowieccy jeńcy wojenni, którzy z rozmaitych względów zgodzili się przejść na służbę niemiecką. Ich pododdział został przeniesiony z Trawnik do obozu Treblinka I w listopadzie 1941 roku.
Przyjmuje się, że większość wachmanów była narodowości ukraińskiej. Niemniej określenie „Ukraińcy” nie jest zupełnie ścisłe, gdyż Niemcy starali się rekrutować do oddziałów z Trawnik przede wszystkim sowieckich volksdeutschów, a obok Ukraińców także przedstawicieli innych nierosyjskich narodów ZSRR. Z powodu braku rekruta często zdarzało się zresztą, że do oddziałów z Trawnik rekrutowano rodowitych Rosjan. Wiadomo, że w załodze obozu Treblinka I obok Ukraińców znajdowali się Łotysze i Litwini. Wachman pełniący funkcję ordynansa komendanta obozu okazał się nawet półkrwi Żydem.

## Więźniowie

### Kategorie i podział narodowościowy

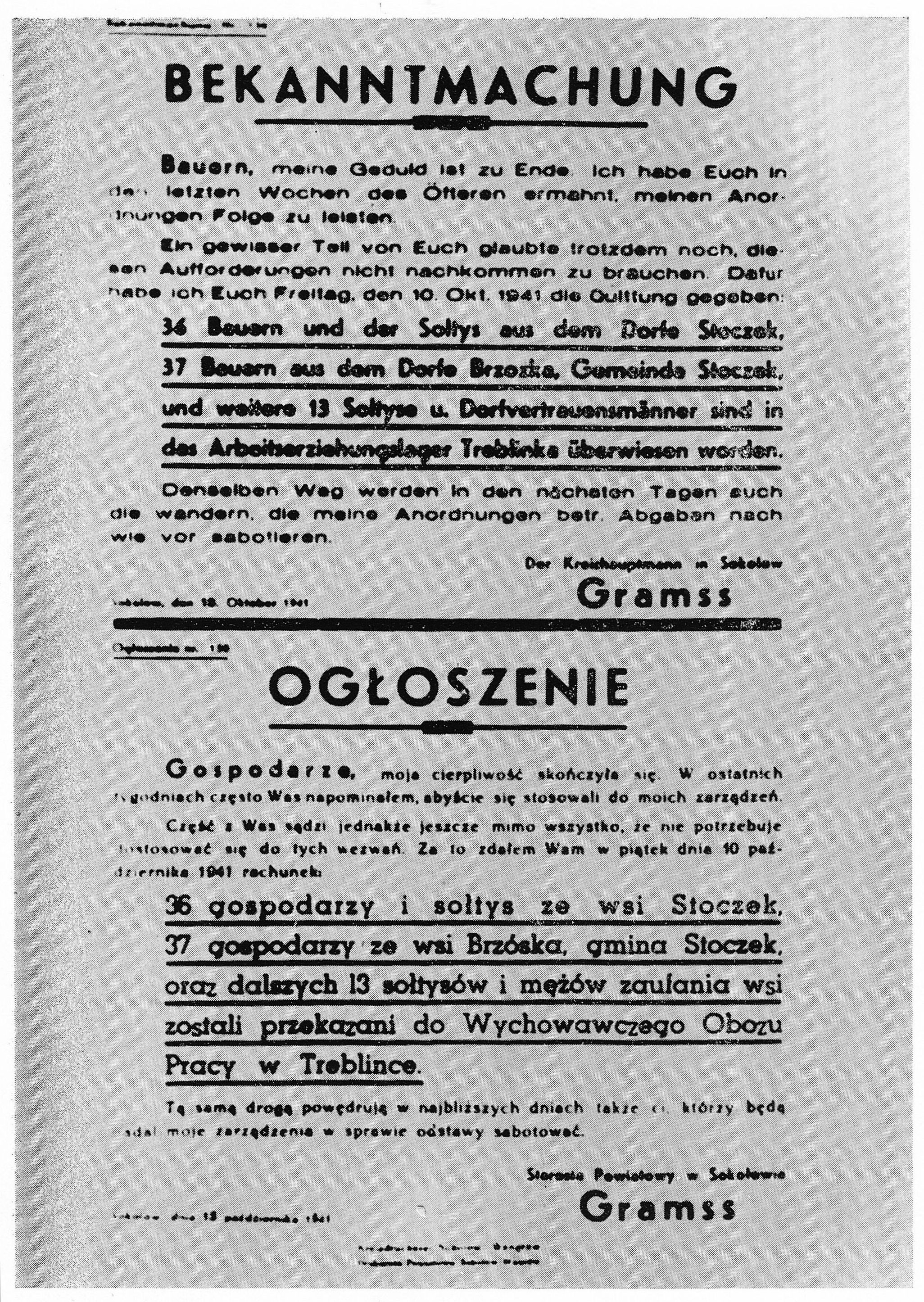
Ogłoszenie starosty sokołowskiego Ernsta Gramssa o osadzeniu grupy polskich rolników z gminy Stoczek w obozie pracy w Treblince

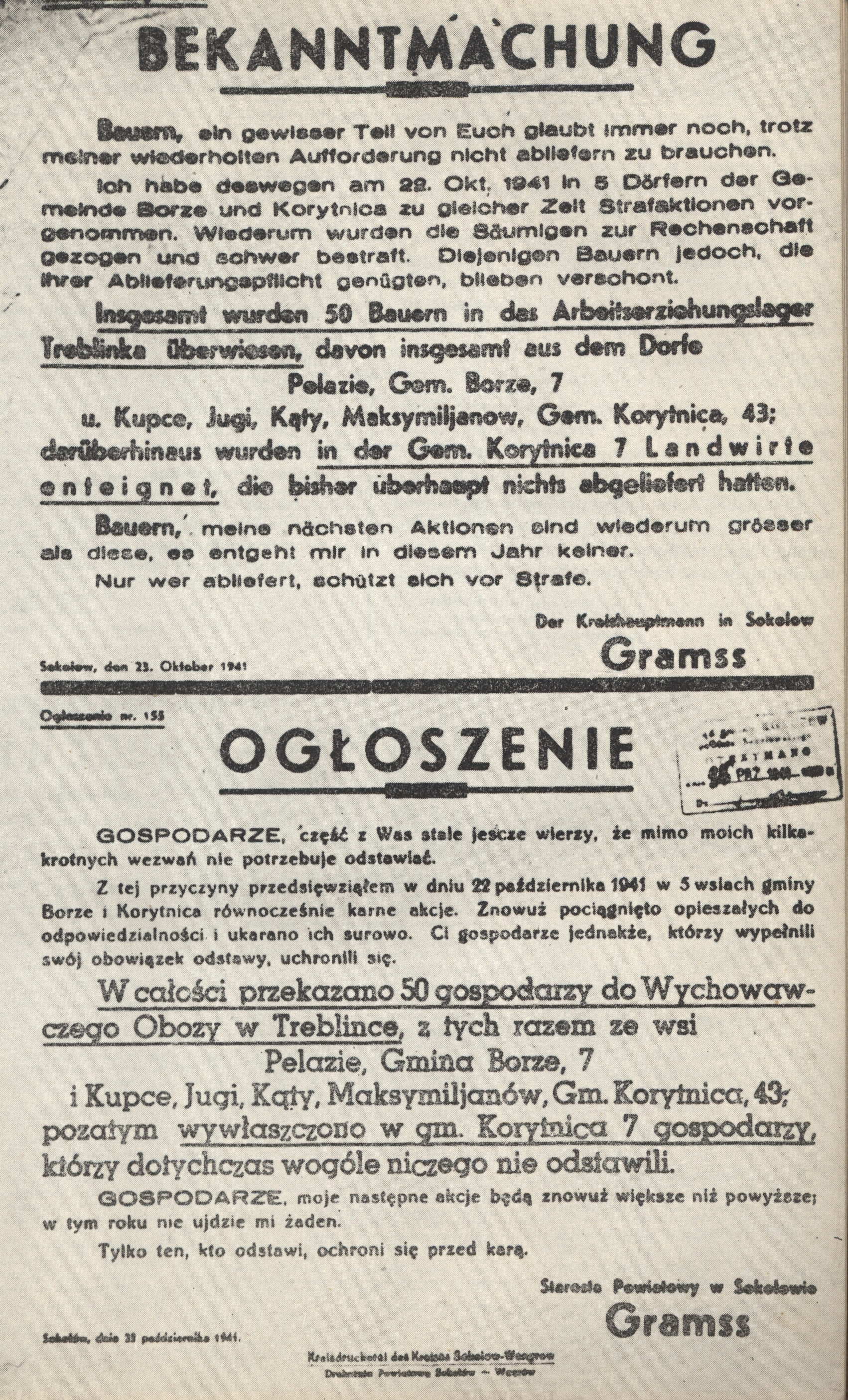
Ogłoszenie starosty Gramssa o osadzeniu 50 rolników z gmin Borze i Korytnica w obozie pracy w Treblince

Karny obóz pracy w Treblince podlegał formalnie dowódcy SS i policji na dystrykt warszawski. Oprócz niego decyzję o zesłaniu danej osoby do obozu mogli podjąć: gubernator dystryktu warszawskiego, starosta miejski w Warszawie i starostowie pozostałych powiatów dystryktu.
Do obozu zsyłano przede wszystkim mężczyzn i kobiety oskarżonych o przestępstwa o charakterze gospodarczym i kryminalnym, takie jak szmugiel, czarnorynkowy handel, spekulacja, niedostarczenie obowiązkowych kontyngentów rolnych lub podwody, prowadzenie przedsiębiorstwa bez odpowiedniego zezwolenia, zignorowanie nakazu pracy lub samowolne opuszczenie miejsca pracy czy ucieczka z robót przymusowych. Przyczyną uwięzienia mogło stać się nawet spóźnianie się do pracy lub jazda pociągiem bez zezwolenia i biletu. W Treblince I osadzano także polskich pracowników administracji okupacyjnej oskarżonych o nadużycia, niedbalstwo lub drobny sabotaż gospodarczy. Władysław Bartoszewski podaje, że „w niektórych okresach prawie 20% więźniów stanowili pracownicy Zarządu Miejskiego w Warszawie” (np. tramwajarze, którzy nie wydawali biletów pasażerom). W obozie osadzono m.in. trzech mieszkańców Korczewa, którzy bez zezwolenia władz niemieckich zorganizowali zabawę taneczną.
Do obozu trafiały także ofiary obław i łapanek, organizowanych na przykład w odwecie za działalność ruchu oporu. Zsyłano tam ponadto członków rodzin osób, które przyłapano na ukrywaniu Żydów lub zbiegłych jeńców sowieckich, osoby aresztowane za nieprzestrzeganie godziny policyjnej lub drobne przejawy oporu wobec władzy niemieckiej, oskarżonych, wobec których postępowania sądowego z różnych przyczyn nie doprowadzono do końca i nieletnich przestępców. Począwszy od grudnia 1943 roku, do Treblinki I zaczęto wysyłać Polaków nie obwinionych o żadne przestępstwa i wykroczenia, kierując się jedynie potrzebą uzyskania niewolniczej siły roboczej.
Początkowo w obozie osadzano przede wszystkim Polaków – najpierw mieszkańców powiatu sokołowsko-węgrowskiego, a później osoby zatrzymane w innych powiatach dystryktu warszawskiego. W tym okresie więźniów nie segregowano pod względem narodowościowym. Ten stan rzeczy zmienił się w 1942 roku. W lutym tegoż roku podczas narady z udziałem przedstawicieli niemieckich władz sądowych i komisarza getta warszawskiego Heinza Auerswalda zapadła decyzja, że do Treblinki będą kierowani nieletni Żydzi oskarżeni o przestępstwa kryminalne. Z kolei od lipca, gdy „ostateczne rozwiązanie” było już w pełnym toku, do obozu zaczęli trafiać żydowscy fachowcy i rzemieślnicy. Ponadto z transportów kierowanych do pobliskiego obozu zagłady wyłączano niewielkie grupy młodych mężczyzn, których w Treblince I poddawano „wyniszczeniu przez pracę”. Część żydowskich fachowców, zazwyczaj pochodzących z okolicznych miasteczek, przebywała w obozie wraz ze swoimi żonami i dziećmi. Odgrywały one rolę zakładników. Obok Żydów polskich w obozie byli również przetrzymywani Żydzi z Niemiec, Czechosłowacji i Francji. Żydzi francuscy pracowali w żwirowni i wewnątrz obozu, natomiast spośród Żydów niemieckich i czeskich rekrutowali się fachowcy i więźniowie funkcyjni.
Zarządzenie gubernatora Fischera przewidywało, że okres pobytu więźnia w obozie wynosić będzie od dwóch do sześciu miesięcy. W praktyce komendant pod pretekstem rozmaitych wykroczeń mógł dowolnie przedłużyć czas odbywania kary. Część więźniów – np. uciekinierów z robót przymusowych i członków rodzin osób, które ukrywały Żydów lub zbiegłych jeńców – osadzano w obozie bezterminowo. Zdarzało się, że po odbyciu kary więźniowie byli wywożeni na roboty przymusowe do Niemiec.
Na czele każdej dziesięcioosobowej grupy więźniów stał kapo. Najwyższym rangą więźniem (lager-kapo), towarzyszącym Niemcom na apelach zarówno w polskiej, jak i żydowskiej części obozu, był 45-letni Żyd o imieniu Ignac (farmaceuta z Warszawy). Spośród polskich więźniów najwyżej w hierarchii stał kapo Czesław Zeifert, którego zastępcą był Witold Jóźwiak. Zeifert został rozstrzelany we wrześniu 1943 roku za przywłaszczenie pożydowskiego złota i dolarów.

### Warunki bytowe i traktowanie
Typowy dzień więźnia obozu pracy w Treblince przedstawiał się następująco:
- 5:00 – pobudka;
- 6:00 – apel, po którego zakończeniu wydawano śniadanie;
- od 7:00 do 12:00 – praca;
- od 12:00 do 13:00 – przerwa obiadowa;
- od 13:00 do 16:00 lub 18:00 – praca;
- 19:00 – kolacja, po wydaniu której odbywał się apel, a następnie zamykano więźniów w barakach;
- 22:00 – cisza nocna.

W ramach oficjalnych racji żywnościowych więźniowie otrzymywali: na śniadanie – pół litra wodnistej zupy lub kaszy, na obiad – litr zupy, na kolację – kubek niesłodzonej kawy zbożowej i 10–20 dekagramów chleba razowego, czasem z niewielkim kawałkiem margaryny lub marmolady. Jeden bochenek wypiekanego w obozie chleba przypadał zwykle na 10 osób. Sporadycznie więźniom wydzielano mięso padłych koni. Niekiedy za pośrednictwem pracowników najemnych, kolejarzy lub chłopów dostarczających podwody, rodzinom udawało się potajemnie dostarczyć żywność uwięzionym krewnym. Czasami korzystano także z pośrednictwa przekupionych wachmanów. W 1944 roku polskim więźniom dwukrotnie wydano paczki żywnościowe przygotowane przez Polski Czerwony Krzyż.
Nowo przybyłym nie wydawano specjalnych obozowych pasiaków, pozostawali w tej samej odzieży i obuwiu, w których przybyli do obozu. Za pomieszczenia mieszkalne służyły więźniom ciemne i przeludnione baraki, których nie mogli opuszczać nocą. Spali na drewnianych pryczach, przy czym po ogłoszeniu ciszy nocnej musieli zdejmować buty (złamanie tego zarządzenia traktowano jako próbę ucieczki). Latryny znajdowały się na zewnątrz baraków i można było z nich korzystać jedynie w ciągu dnia. W nocy więźniowie musieli załatwiać potrzeby fizjologiczne do wiader lub wanien ustawianych przy wejściu do baraku. Osadzonym nie wolno było samodzielnie czerpać wody ze studni, na skutek czego cierpieli pragnienie oraz nie mieli możliwości zachowania higieny osobistej.

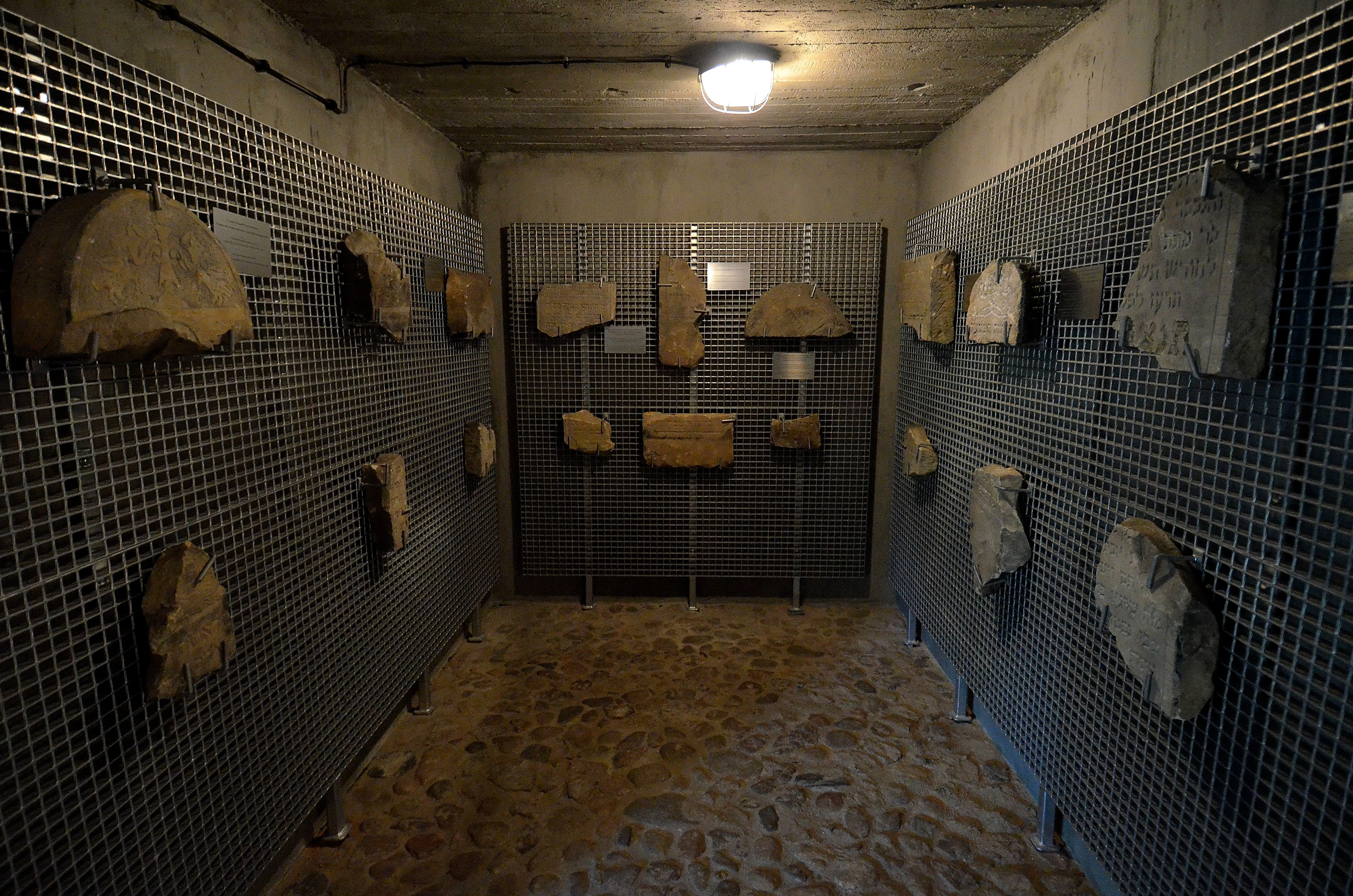
Fragmenty macew wykorzystanych do budowy „Czarnej Drogi” łączącej karny obóz pracy z ośrodkiem zagłady Treblinka II

W myśl zarządzenia gubernatora Fischera z 15 listopada 1941 roku więźniów należało „zająć surową pracą”. Okólnik do zarządzenia, wydany 1 grudnia 1941 roku, przewidywał dodatkowo, że na mocy umów zawartych przez komendanta, osadzeni będą wykonywali pracę na rzecz niemieckich przedsiębiorstw. Więźniów bez zawodu lub posiadających zawód nieprzydatny w obozie wyznaczano zazwyczaj do ciężkich prac fizycznych. Około 400 osób pracowało stale w żwirowni – przy wydobyciu żwiru i ładowaniu go do wagonów kolejowych. Więźniowie pracowali także na stacjach kolejowych w Małkini i Komorowie, przy usypywaniu wałów przeciwpowodziowych w okolicach Małkini i osuszaniu okolicznych bagien, przy budowie brukowanej drogi prowadzącej z obozu pracy do obozu zagłady („Czarna Droga”), przy pozyskiwaniu drewna na opał lub do obróbki. Znaczna liczba więźniów była zatrudniona wewnątrz obozu: w sortowni, w warsztatach i budynkach gospodarczych, przy obsłudze załogi, przy budowie i konserwacji dróg i baraków. W odległym o pół kilometra gospodarstwie rolnym pracowali polscy więźniowie z krótkimi wyrokami, których rodziny zamieszkiwały pod adresem znanym władzom niemieckim, a także żony i dzieci żydowskich fachowców. Pewna liczba Polaków i Żydów, zwłaszcza starszych wiekiem, pracowała w pobliżu Majdanu Kupientyńskiego przy wydobywaniu i osuszaniu torfu. Wiosną 1942 roku grupa więźniów uczestniczyła w budowie obozu zagłady Treblinka II.
Złe wyżywienie, fatalne warunki higieniczne i wyczerpująca praca prowadziły w szybkim tempie do wyniszczenia organizmów więźniów. Bardzo częste były przypadki wszawicy i świerzbu. Jesienią 1942 roku w obozie wybuchła epidemia tyfusu plamistego, która pochłonęła liczne ofiary. Kolejne epidemie tyfusu wybuchały z różnym nasileniem w późniejszych miesiącach.

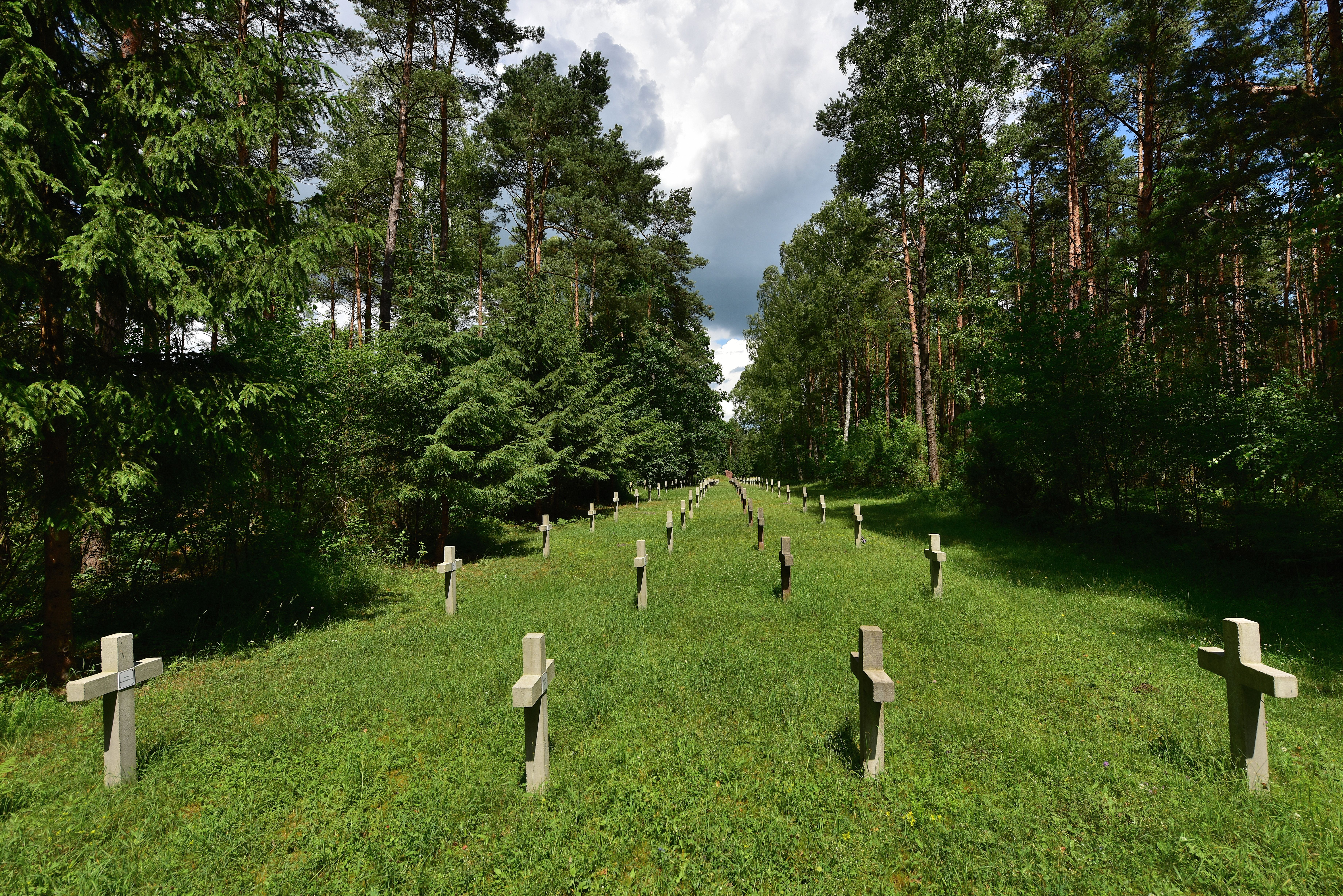
Mogiły w Lesie Maliszewskim

W obozie panował zasadniczo taki sam reżim, jak w regularnym obozie koncentracyjnym. Członkowie załogi traktowali więźniów z wielką brutalnością. Wobec osób oskarżonych o rozmaite wykroczenia przeciw obozowemu regulaminowi najczęściej stosowano karę chłosty. Zazwyczaj wymierzano od 25 do 50 razów, przy czym jeśli esesman pomylił się przy liczeniu uderzeń, procedurę rozpoczynano od nowa. Więźniów bito i mordowano także podczas pracy; okrucieństwem odznaczali się zwłaszcza wachmani nadzorujący robotników w żwirowni. Nocami, prawdopodobnie z inicjatywy SS-Unterscharführera Hagena, z baraków uprowadzano kobiety, które następnego dnia znajdowano martwe. Hagen z upodobaniem dręczył i zabijał również Żydów, zwłaszcza gdy był pod wpływem alkoholu. Za najokrutniejszego członka załogi uchodził jednak SS-Untersturmführer Franz Schwarz, którego więźniowie zwali „Katem”. Niemal każdego dnia mordował nawet do kilkunastu więźniów z podległego mu komanda, przy czym swe ofiary zabijał zazwyczaj przy użyciu młota, pałki lub innego tępego narzędzia.
Osoby niezdolne do pracy z powodu ran, chorób i wycieńczenia lub uznane za winne popełnienia ciężkich wykroczeń przeciw obozowemu regulaminowi były rozstrzeliwane w tzw. Lesie Maliszewskim, położonym w odległości około pół kilometra na południe od obozu. Jesienią 1942 roku zamordowano tam m.in. większość więźniów chorych na tyfus. Egzekucje o szczególnie okrutnym charakterze odbywały się na obozowym Holzplatzu, gdzie Schwarz i Gruppenwachman Franz Swidersky mordowali więźniów uderzeniami młota lub kilofa. Niezdolni do pracy więźniowie narodowości żydowskiej byli czasami mordowani w komorach gazowych pobliskiego obozu zagłady Treblinka II.
W Lesie Maliszewskim okupanci rozstrzeliwali także skazańców przywiezionych z Warszawy i Sokołowa Podlaskiego. Najprawdopodobniej na początku marca 1942 roku stracono tam 100 więźniów politycznych przywiezionych z więzienia Pawiak i aresztu Gestapo przy al. Szucha w Warszawie, w tym pewną liczbę przedstawicieli polskiej elity politycznej i kulturalnej. Z kolei pod koniec maja 1942 roku władze niemieckie zdecydowały, że w Treblince będą wykonywane wyroki śmierci na mieszkańcach warszawskiego getta skazanych na śmierć przez niemiecki sąd specjalny. Pierwsze tego typu egzekucje przeprowadzono prawdopodobnie już w czerwcu tegoż roku. Liczba Żydów, których do momentu rozpoczęcia „Wielkiej Akcji” rozstrzelano w Treblince z wyroku warszawskiego Sondergerichtu, pozostaje trudna do ustalenia. Jan Grabowski przypuszcza, że między kwietniem a sierpniem 1942 roku sąd specjalny wydał od 500 do 700 wyroków śmierci.
W latach 1942–1943 w lesie masowo mordowano Romów i Sinti. Raporty Delegatury Rządu na Kraj wskazują ponadto, że w 1943 roku mogły się odbywać w tym miejscu egzekucje włoskich jeńców wojennych.

### Próby ucieczek i oporu
Niemcy podejmowali wiele działań mających na celu zapobieżenie ucieczkom więźniów. Schwytanych uciekinierów karano śmiercią. Wprowadzono zasadę odpowiedzialności zbiorowej, w myśl której udana ucieczka pociągała za sobą egzekucję dziesięciu lub więcej więźniów zatrudnionych w tym samym komandzie roboczym co uciekinier. Karano także jego rodzinę, jeśli przebywała ona w obozie lub jej miejsce pobytu było znane władzom niemieckim. Niemniej więźniowie podejmowali próby ucieczek; m.in. 2 września 1943 roku zbiegło trzynastu więźniów zatrudnionych przy zbieraniu kamieni na polu. Ucieczki nasiliły się latem 1944 roku, gdy do Treblinki zaczął zbliżać się front wschodni.
W obozie zawiązała się także konspiracja, której członkowie – być może w porozumieniu ze spiskowcami z sąsiedniego obozu zagłady – planowali zorganizować powstanie i zbiorową ucieczkę. Udało im się nawet zdobyć dwa granaty i pistolet. Na krótko przed rozpoczęciem buntu doszło jednak do dekonspiracji, na skutek czego trzynastu niedoszłych powstańców zostało zatrzymanych i rozstrzelanych (wśród ofiar znalazł się domniemany przywódca konspiracji, lager-kapo Ignac). Z obozu zdołała się jednak wydostać grupa zaangażowanych w spisek żydowskich kucharzy, do której dołączył polski więzień. Po tych wydarzeniach więźniowie Treblinki I nie podjęli kolejnej próby zorganizowania obozowego ruchu oporu.

### Liczba więźniów i ofiar
Ustalenie dokładnej liczby więźniów, a także liczby zmarłych i zamordowanych, nastręcza wielu trudności, gdyż nie zachowała się obozowa dokumentacja. Prawdopodobnie w obozie przebywało jednorazowo od 1 tys. do 2 tys. więźniów. Całkowita liczba więźniów, którzy przeszli przez Treblinkę I, jest natomiast szacowana na około 20 tys.
Głód, choroby, wyczerpująca praca i okrucieństwo strażników były przyczyną wysokiej śmiertelności. Z relacji jednego z ocalałych wynika, że tylko między 12 listopada a 20 grudnia 1943 roku zmarło 148 więźniów. Bazując na wynikach oględzin masowych grobów i zeznaniach świadków, Edward Kopówka oszacował, że liczba ofiar Treblinki I wyniosła około 10 tys. osób. Liczba ta nie obejmuje jednak więźniów, których pogrzebano w innych miejscach lub jako niezdolnych do pracy wysłano na śmierć do komór gazowych w pobliskim obozie zagłady.
Inni autorzy szacują liczbę ofiar na co najmniej 7 tys. lub 10–12 tys.

## Likwidacja obozu
23 lipca 1944 roku, w związku ze zbliżaniem się Armii Czerwonej, Niemcy przystąpili do likwidacji obozu. Około godziny 18:00 polskich więźniów zamknęli w jednym z baraków, natomiast więźniów żydowskich, w liczbie około 550 osób, spędzili na plac, gdzie rozkazali im położyć się twarzą do ziemi. Następnie odprowadzili na bok około siedemnastu fachowców, a pozostałych Żydów, w tym kobiety i dzieci, zaczęli wyprowadzać grupkami do Lasu Maliszewskiego i rozstrzeliwać nad trzema wykopanymi uprzednio grobami. Masakrę przeżyło kilka osób.
Tego wieczora Niemcy rozstrzelali także około 20 polskich więźniów, w tym kobiety i dzieci. Pozostałych Polaków zwolniono.
Po zakończeniu egzekucji załoga zniszczyła obozową dokumentację, po czym opuściła Treblinkę, zabierając ze sobą zgromadzony tam majątek oraz kilku więźniów-fachowców. Gdy ewakuacja została zakończona, do Treblinki przybyło kilku Niemców, którzy podpalili zabudowania obozu. Następnego dnia z Sokołowa Podlaskiego przywieziono jeszcze około 30 więźniów, których rozstrzelano w lesie nieopodal obozu.

## Dzieje powojenne

### Okres profanacji

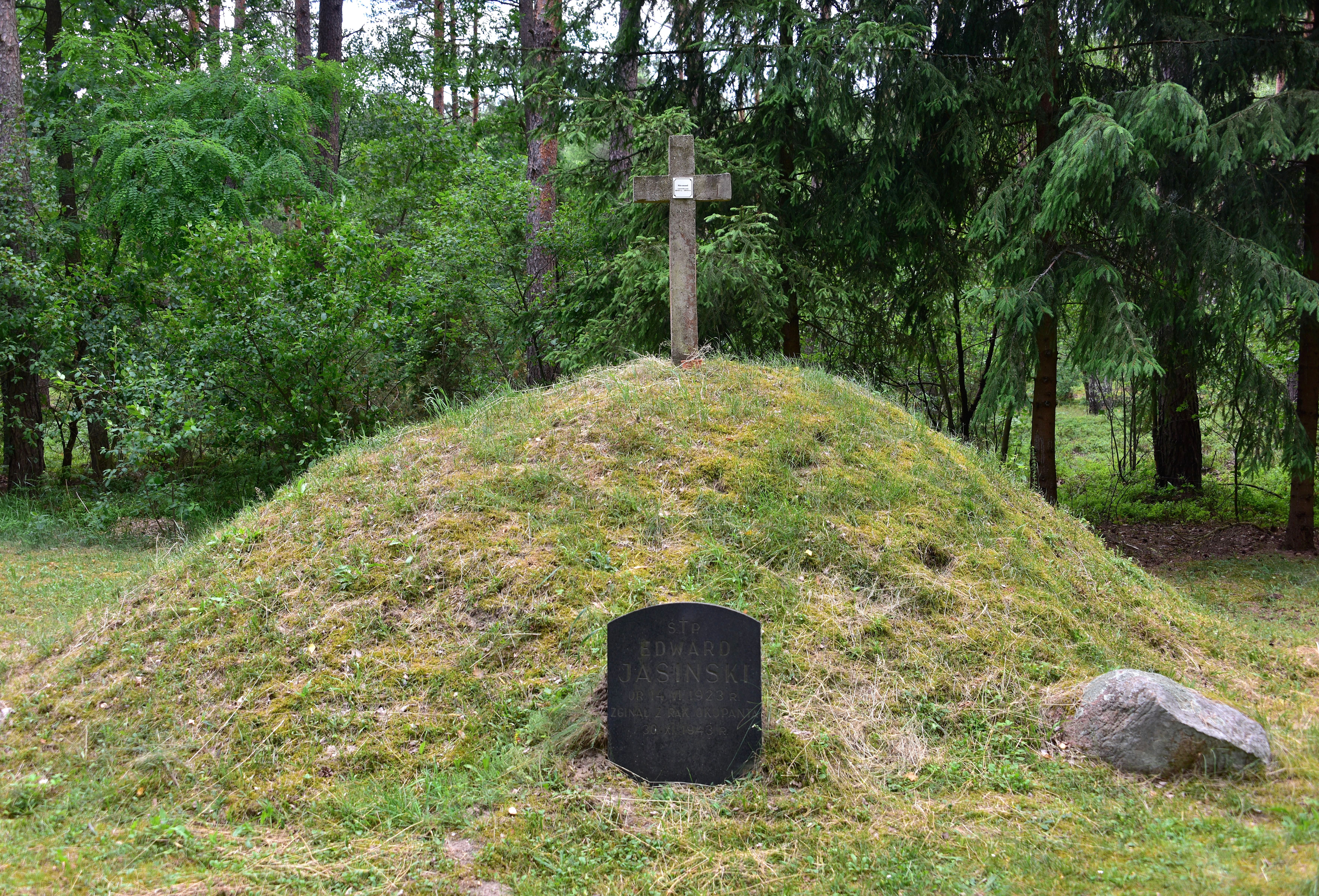
Kopiec w Lesie Maliszewskim usypany w 1947 roku

22–23 sierpnia 1944 roku, wkrótce po wyparciu Niemców z okolic Treblinki, teren karnego obozu pracy oraz pobliskie miejsce straceń badała specjalna komisja sowieckiej 65. Armii. Jej członkowie ekshumowali trzy masowe groby odnalezione w Lesie Maliszewskim. Z pierwszego wydobyto 105 zwłok, należących prawdopodobnie do osób zamordowanych zimą 1942/43. Z drugiego wydobyto 97 zwłok, należących prawdopodobnie do zamordowanych Romów. Z trzeciego ekshumowano 103 zwłoki, w tym 25 zwłok kobiecych; prawdopodobnie należały one do ofiar zamordowanych w czasie likwidacji obozu.
9–10 sierpnia 1946 roku przedstawiciele Głównej Komisji Badania Zbrodni Niemieckich w Polsce przeprowadzili oględziny miejsca straceń w Lesie Maliszewskim. Odnaleziono wówczas 41 masowych grobów oraz sześć mogił pojedynczych. 40 grobów było całkowicie rozkopanych, a jeden częściowo naruszony. Podczas oględzin ustalono, że mogiły zajmowały powierzchnię około 1607 m², a ich pojemność wynosiła 3214 m³ (przy założeniu, że głębokość wynosiła średnio 2 metry). Wydobyto 10 zwłok i przebadano 112 czaszek.
W pierwszych latach powojennych teren byłego obozu pracy był niezabezpieczony i nieupamiętniony. Podobnie jak miało to miejsce w przypadku sąsiedniego obozu zagłady, działały tam „hieny cmentarne”, które rozkopywały groby i teren poobozowy w poszukiwaniu złota i kosztowności. Działania podejmowane w celu ochrony szczątków przed profanacją miały początkowo charakter oddolny. Wiadomo, że we wrześniu 1947 roku miejscowe dzieci z inicjatywy swojego nauczyciela zebrały ludzkie kości zalegające teren poobozowy, a następnie usypały z nich kopiec, który pokryto darniną i zwieńczono krzyżem.
Dopiero w 1947 roku, m.in. na skutek nacisków organizacji żydowskich, władze komunistyczne podjęły działania mające na celu zabezpieczenie terenów poobozowych w Treblince i uczczenie ofiar. 2 lipca 1947 roku Sejm wydał ustawę w sprawie upamiętnienia ośrodka zagłady Treblinka II oraz obozu pracy Treblinka I. Powołano Komitet Upamiętnienia Ofiar Treblinki, na którego czele stanął wojewoda warszawski Lucjusz Dura. 25 lipca 1947 roku, podczas pierwszego posiedzenia Komitetu, podjęto decyzję o rozpisaniu zamkniętego konkursu na projekt mauzoleum i zorganizowaniu zbiórki pieniężnej na sfinansowanie jego budowy. Zainteresowanie sprawą upamiętnienia Treblinki wkrótce jednak zmalało. Wybrany w wyniku konkursu projekt mauzoleum autorstwa Alfonsa Zielonki i Władysława Niemca nie został zrealizowany. W 1948 roku zaprzestał działalności Komitet Upamiętnienia Ofiar Treblinki. Przez następnych 10 lat teren obu obozów pozostawał niezabezpieczony, a „kopacze” bez większych przeszkód kontynuowali swoją działalność.
Żwirownia, w której pracowali więźniowie Treblinki I, po zakończeniu wojny znalazła się w rękach prywatnych, a jej złoża były nadal eksploatowane. Wydobywany w Treblince żwir był wykorzystywany m.in. przy odbudowie Warszawy.

### Upamiętnienie

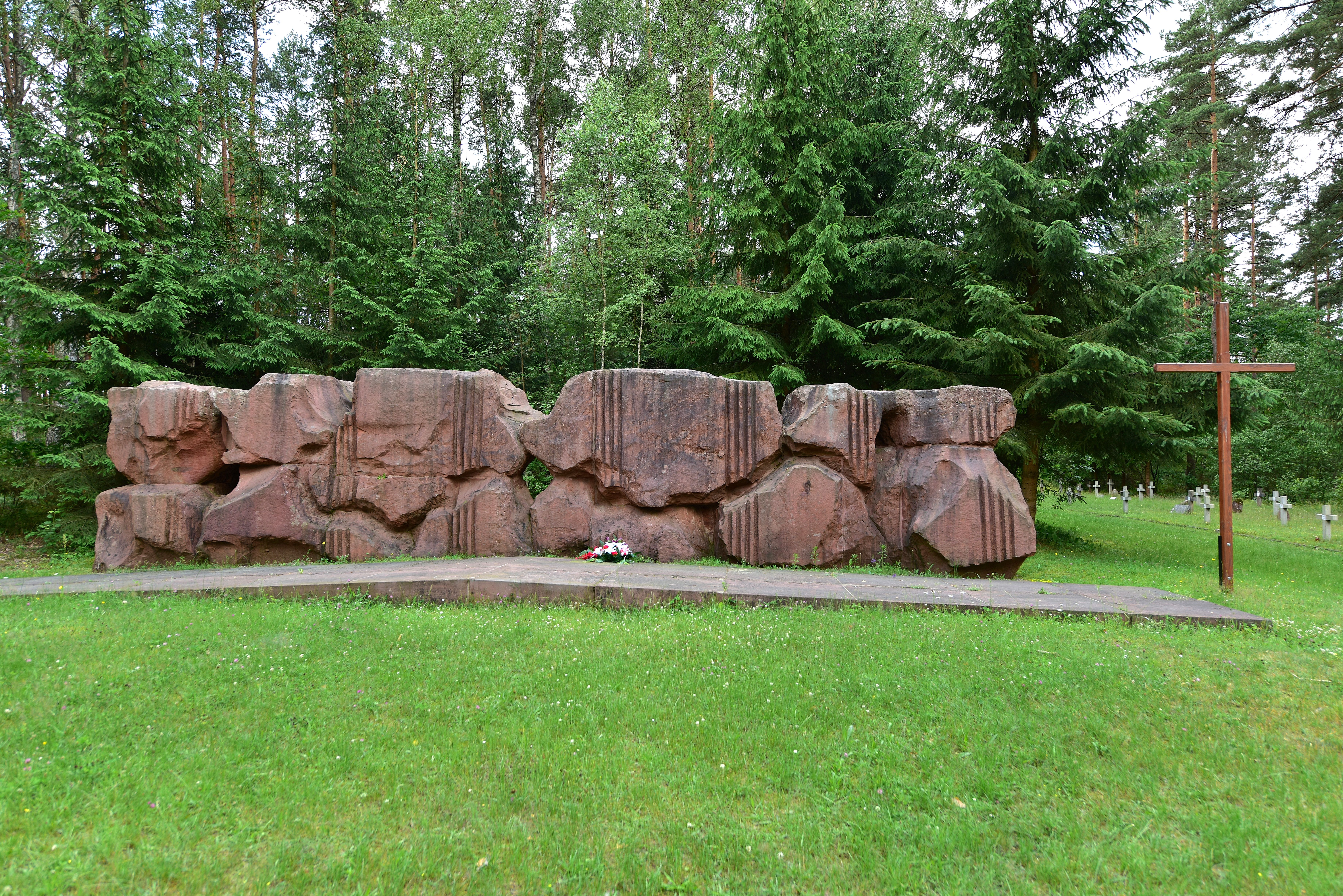
„Ściana śmierci” autorstwa Franciszka Strynkiewicza

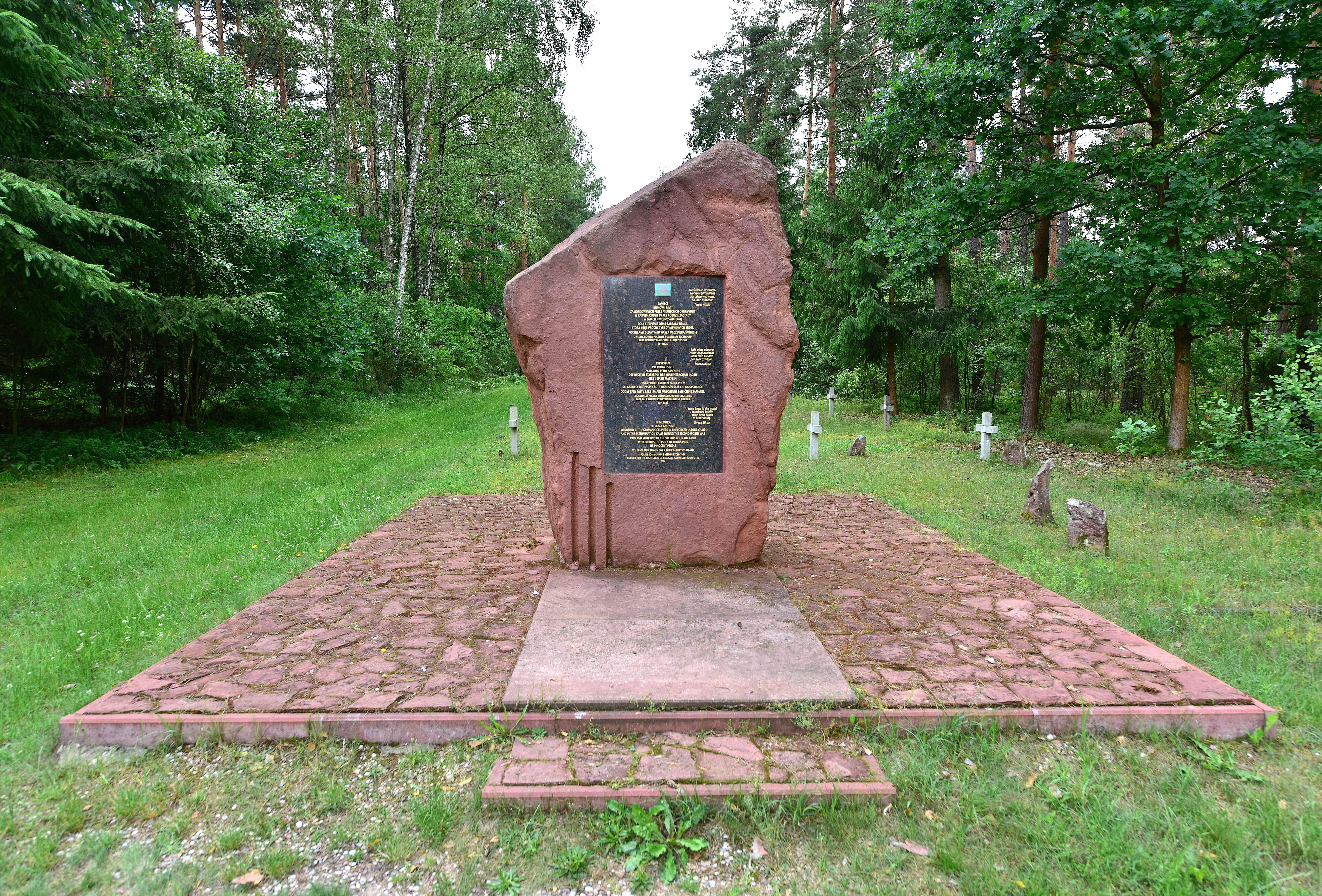
Pomnik z 2014 upamiętniający zamordowanych Romów i Sinti

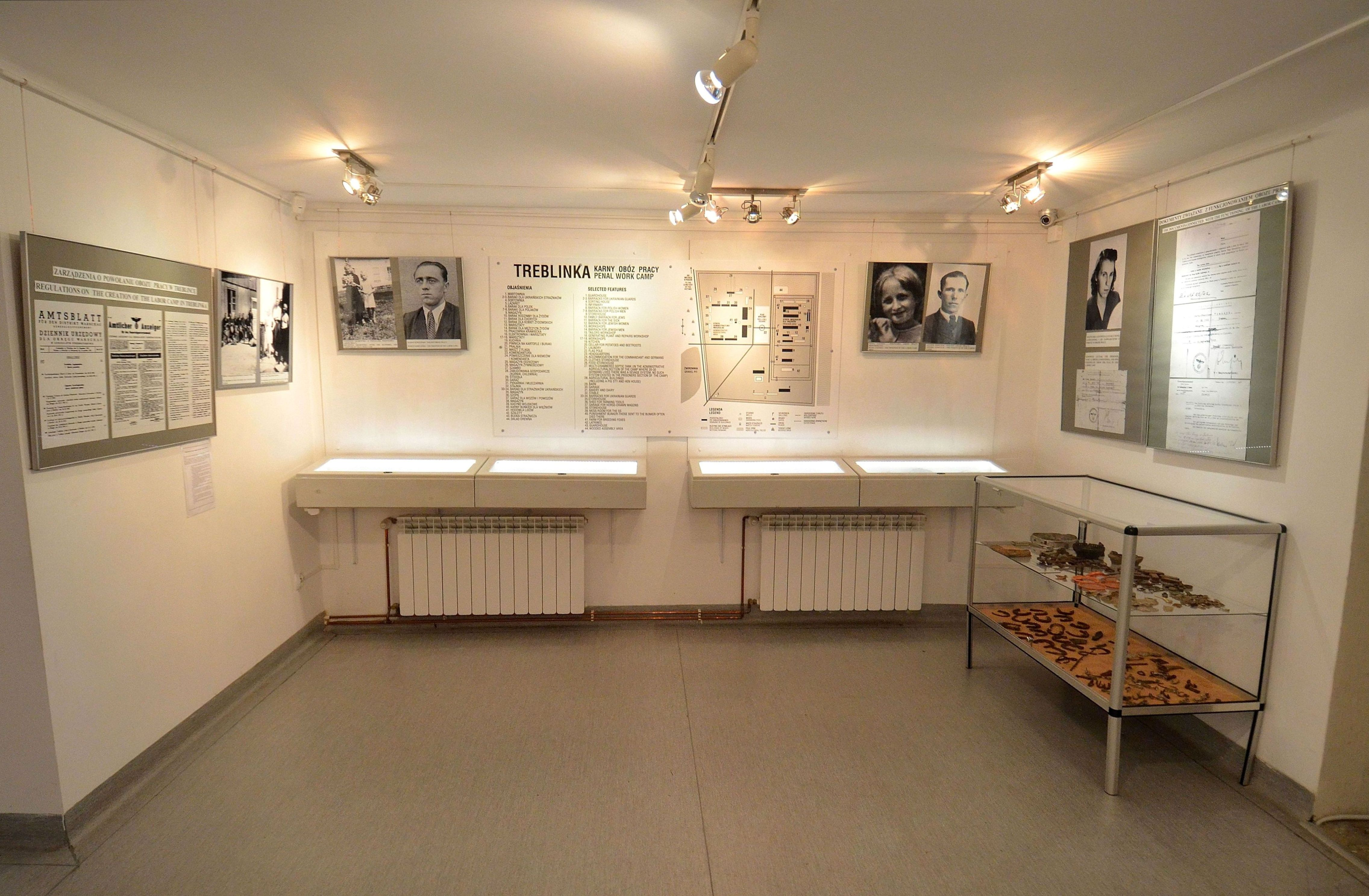
Fragment ekspozycji w Muzeum Walki i Męczeństwa w Treblince poświęcony karnemu obozowi pracy

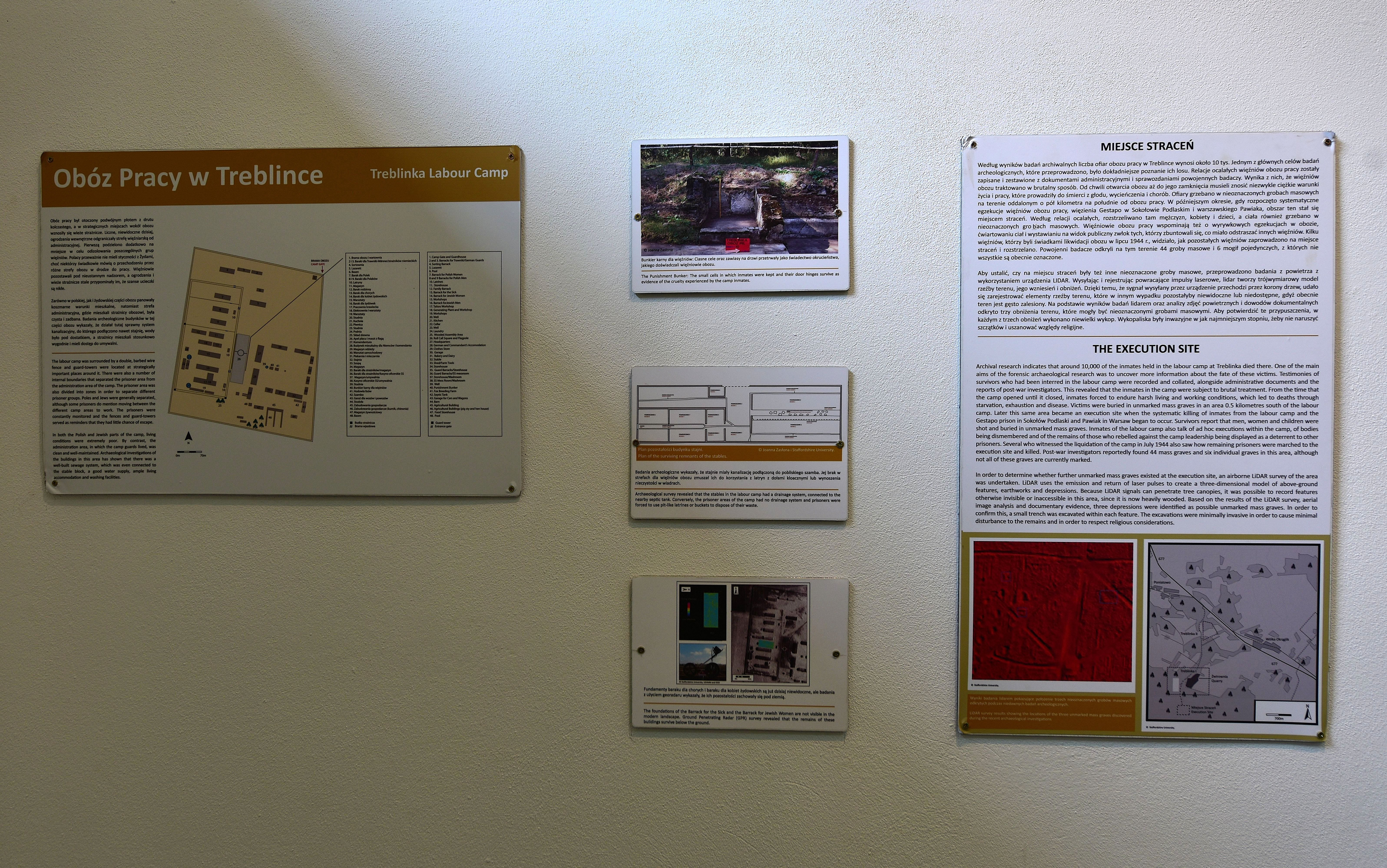
Tablice informacyjne dotyczące obozu w głównej sali muzeum

W 1955 roku Ministerstwo Kultury i Sztuki rozstrzygnęło kolejny konkurs na zagospodarowanie terenów poobozowych w Treblince. Zwycięską pracą okazał się projekt założenia przestrzenno-pomnikowego autorstwa Franciszka Duszeńki i Adama Haupta. Jego realizacja znacznie przeciągnęła się jednak w czasie – przede wszystkim ze względu na brak funduszy, a także z powodu konieczności wywłaszczenia blisko 127 ha gruntów i trudności z finalizacją szczegółowych założeń projektowych. Dopiero w 1961 roku podjęto ostateczną decyzję o wzniesieniu pomnika-mauzoleum, zlecając wykonanie prac Zakładom Artystyczno-Badawczym przy warszawskiej Akademii Sztuk Pięknych. Do Haupta i Duszeńki dołączył wówczas przedstawiciel Zakładów, Franciszek Strynkiewicz, którego wkładem artystycznym w całość projektu stał się pomnik ofiar karnego obozu pracy.
10 maja 1964 roku nastąpiło oficjalne odsłonięcie założenia przestrzenno-pomnikowego upamiętniającego ofiary obu obozów. Przyjęło ono nazwę Mauzoleum Walki i Męczeństwa w Treblince i objęło: teren byłego ośrodka zagłady, teren byłego obozu pracy oraz położone w jego pobliżu żwirownię i miejsce straceń, a także „Czarną Drogę”, która łączyła oba obozy. W latach 1964–1981 mauzoleum nie było podporządkowane żadnej jednostce muzealnej. W 1981 roku włączono je do Muzeum Zbrojowni w Liwie, a w 1986 roku przekształcono w oddział Muzeum Regionalnego w Siedlcach, zmieniając jednocześnie nazwę na Muzeum Walki i Męczeństwa w Treblince. W 2018 roku muzeum stało się samodzielną samorządową instytucją kultury pod nazwą „Muzeum Treblinka. Niemiecki nazistowski obóz zagłady i obóz pracy (1941–1944)”.
Zasadniczą część upamiętnienia stanowi założenie przestrzenno-pomnikowe na terenie byłego obozu zagłady. Skromniejszą formę przyjęło natomiast upamiętnienie ofiar obozu pracy. Na miejscu straceń w Lesie Maliszewskim wzniesiono bowiem pomnik w formie ściany z czerwonego piaskowca („ściana śmierci”, „ściana straceń”), zaprojektowany przez Franciszka Strynkiewicza, przed którym położono płytę z napisem „W hołdzie pomordowanym”. Zbiorowe mogiły oznaczono przy pomocy 112 betonowych krzyży, kolejnymi dwunastoma krzyżami oznaczono mogiły indywidualne (w 2015 roku liczba znajdujących się w lesie krzyży wynosiła już 140). W 2014 roku w lesie odsłonięto pomnik poświęcony zamordowanym Romom i Sinti.
Nie nastąpiła natomiast artystyczna ingerencja w teren samego obozu. Ograniczono się jedynie do jego odlesienia oraz do zabezpieczenia pozostałości po obozowych budynkach. Do czasów współczesnych zachowały się m.in. fundamenty komendantury, warsztatów, bunkra-karceru, basenu dla załogi niemieckiej, a także fundamenty i posadzki więźniarskich baraków. Te ostatnie zostały zabezpieczone poprzez wykonanie betonowych wylewek. Ponadto przy wschodniej granicy obozu zasadzono las, odgradzając go w ten sposób od pobliskiej żwirowni. Samą żwirownię wywłaszczono i włączono w skład obszaru upamiętnienia, tworząc tam jednocześnie punkt widokowy. Na terenie żwirowni zachowały się pozostałości po rampie kolejowej i betonowy „bunkier”.
Odsłonięcie założenia przestrzenno-pomnikowego w Treblince nie oznaczało końca działalności „hien cmentarnych”. Ostatni udokumentowany przypadek profanacji terenu poobozowego pochodzi z 2002 roku. Nieznani sprawcy rozkopali wtedy mogiły wachmanów w Lesie Maliszewskim.
W 2010 roku Muzeum Walki i Męczeństwa w Treblince wzbogaciło się o w pełni funkcjonalny budynek muzealny, w którym uruchomiono wystawę stałą. Jedna z jej ekspozycji jest poświęcona karnemu obozowi pracy.
Co roku, w pierwszą sobotę września, na terenie byłego karnego obozu pracy odbywają się uroczystości o charakterze lokalnym z udziałem miejscowej ludności i byłych więźniów. Tradycja tych spotkań sięga początku lat 80. XX wieku. Początkowo organizowano je oddolnie, od lat 90. w ich organizację włączone jest muzeum w Treblince. Centralnym elementem uroczystości jest droga krzyżowa, która rozpoczyna się przy byłej żwirowni, a kończy się mszą świętą przy pomniku w miejscu straceń.
W ramach sezonów badawczych w latach 2010, 2012 i 2013 tereny byłych obozów Treblinka I i Treblinka II oraz miejsce straceń w Lesie Maliszewskim były obiektem badań z zakresu archeologii sądowej, prowadzonych pod kierunkiem dr Caroline Sturdy Colls ze Staffordshire University w Wielkiej Brytanii. Obejmowały one m.in. kwerendę archiwalną, wywiady ze świadkami oraz różne formy nieinwazyjnych badań archeologicznych. W 2013 roku na badanym terenie wykonano także niewielkie wykopy sondażowe. W wyniku badań przeprowadzonych na terenie obozu Treblinka I zweryfikowano błędne ustalenia dotyczące dokładnej lokalizacji niektórych obiektów oraz odnaleziono ślady po granicach obozu i drogach znajdujących się w jego obrębie. W Lesie Maliszewskim odkryto natomiast trzy nieznane wcześniej masowe groby.

### Ostatni więźniowie
Ostatnim żyjącym byłym więźniem karnego obozu pracy w Treblince był prawdopodobnie zmarły 31 grudnia 2021 roku Zygmunt Chłopek (ur. 1925), deportowany do obozu 9 czerwca 1943 r., w wyniku przeprowadzonej w Rogowie obławy, podczas której aresztowano 88 osób, wśród których byli zarówno rodowici mieszkańcy Rogowa, jak i osoby czasowo przebywające na terenie wsi. Przez wiele lat był gościem honorowym wrześniowych uroczystości organizowanych na terenie Muzeum Treblinka.

## Losy sprawców
Komendant obozu, Theodor van Eupen, został najprawdopodobniej zabity przez sowiecki oddział partyzancki „Awangarda” dowodzony przez Wasyla Tichonina, w zasadzce zorganizowanej 11 grudnia 1944 roku w pobliżu wsi Lipówka. Część źródeł podaje, że informacja o śmierci komendanta w tej potyczce nie jest jednoznacznie potwierdzona, inne wskazują jednak, że tożsamość van Eupena ustalono na podstawie znalezionych przy zwłokach dokumentów.
W czasie przygotowań do pierwszego procesu personelu obozu zagłady w Treblince przedmiotem zainteresowania zachodnioniemieckich śledczych stało się także trzech esesmanów z załogi karnego obozu pracy: Karl Prefi, Hans Heinbuch, Johann Röge. Akt oskarżenia przeciwko nim i jedenastu członkom załogi obozu zagłady został wniesiony 29 stycznia 1963 roku. Prefiemu, Heinbuchowi i Rögemu zarzucono współsprawstwo w morderstwie. Ostatecznie ze względu na zły stan zdrowia wszyscy trzej zostali jednak uznani za niezdolnych do udziału w procesie. Prefi – mimo że śledczym udało się zgromadzić wiele dowodów jego zbrodni – wystąpił jedynie jako świadek na procesie esesmanów z obozu Treblinka II.